# ワイン卸商品質同盟
ワイン卸商品質同盟（ワインおろししようひんしつどうめい）（英：Vintners Quality Alliance、略称：VQA）は、カナダのワインの品質認証基準であり、原産地呼称制度である。
カナダのワインはワイン卸商品質同盟法（Vintners Quality Alliance Act）によって厳しく管理されている。現在、ブリティッシュコロンビアVQAとオンタリオVQAの2地域で導入されている。
例えば、ブリティッシュコロンビアVQAを名乗るワインは、100%ブリティッシュコロンビア産のブドウから生産されている必要がある。
ただし、カナダ産のすべてのワインがVQA基準を満たしているというわけではない。「カナダ産のワイン（Product of Canada、Cellared in Canada、Vinted in Canada）」と名乗るワインのうち、多くのものが外国産のワインを原料に混合しているので注意が必要である。そのため、VQA基準を満たすことが、純然たるカナダ産のワインを証明するものとして有効であり、また地元の生産者にとっても地元産の品質基準を満たすことが競われ品質が向上する。
この制度はフランスワインの原産地呼称制度（AOC、アペラシオン）やイタリアワインのDOCGを手本に導入された。
VQA基準には原産地を州単位よりさらに厳密に規定した「サブ・アペレーション（Sub-appellation、Sub-sub-appellation ）」もあり、こちらが実際にはフランスのAOCに近い。

## 原産地呼称地域の一覧

### ブリティッシュコロンビア州原産地の呼称地域
ブリティッシュコロンビア州の原産地呼称制度は、地理的表示保護制度（GI）を前提にした制度に再構成されつつある。
- ブリティッシュコロンビア原産地 （ブリティッシュコロンビア州産ブドウ100%使用のワイン）[2]
  - 地理的表示保護地区 - オカナガン・バレー （Okanagan Valley）
    - 小区分地区 - イーストケロウナ・スロープス （East Kelowna Slopes）
    - 小区分地区 - ゴールデンマイル・ベンチ （Golden Mile Bench）
    - 小区分地区 - ゴールデンマイル・スロープス （Golden Mile Slopes）
    - 小区分地区 - レイク・カントリー （Lake Country）
    - 小区分地区 - ナラマタ・ベンチ （Naramata Bench）
    - 小区分地区 - オカナガン・フォールズ （Okanagan Falls）
    - 小区分地区 - スカハ・ベンチ （Skaha Bench）
    - 小区分地区 - サウスケロウナ・スロープス （South Kelowna Slopes）
    - 小区分地区 - サマーランド・ベンチ （Summerland Bench）
    - 小区分地区 - サマーランド・レイクフロント （Summerland Lakefront）
    - 小区分地区 - サマーランド・バレーズ （Summerland Valleys）

  - 地理的表示保護地区 - フレーザー・バレー （Fraser Valley）
  - 地理的表示保護地区 - ガルフ諸島 （Gulf Islands）
  - 地理的表示保護地区 - リロエット （Lillooet）
  - 地理的表示保護地区 - クートネーズ （Kootenays）
  - 地理的表示保護地区 - シミルカミーン・バレー （Similkameen Valley）
  - 地理的表示保護地区 - シュスワップ （Shuswap）
  - 地理的表示保護地区 - バンクーバー島 （Vancouver Island）
    - 小区分地区 - カウチン・バレー （Cowichan Valley）

  - 地理的表示保護地区 - トンプソン・バレー （Thompson Valley）

### オンタリオ州原産地の呼称地域
- オンタリオ原産地 （Ontario Appellations、オンタリオ州産ブドウ100%使用のワイン）[3]
  - 地区アペレーション - エリー湖北岸 （Lake Erie North Shore、下記サブ・アペレーション含む）
    - サブ・アペレーション - サウス・アイランズ （South Islands）

  - 地区アペレーション - プリンスエドワード郡 （Prince Edward County）
  - 地区アペレーション - ナイアガラ半島 （Niagara Peninsula）
    - 総合サブ・アペレーション - ナイアガラ断層の崖 （Niagara Escarpment、下記3サブ・アペレーション含む）
      - サブ・アペレーション - ショート・ヒルズ・ベンチ （Short Hills Bench）
      - サブ・アペレーション - トウェンティー・マイルズ・ベンチ （Twenty Mile Bench）
      - サブ・アペレーション - ビームズビル・ベンチ （Beamsville Bench）

    - 総合サブ・アペレーション - ナイアガラ・オン・ザ・レイク （Niagara-on-the-Lake、下記4サブ・アペレーション含む）
      - サブ・アペレーション - ナイアガラ川 （Niagara River）
      - サブ・アペレーション - ナイアガラ湖岸 （Niagara Lakeshore）
      - サブ・アペレーション - フォーマイル・クリーク （Four Mile Creek）
      - サブ・アペレーション - セント・デービッド・ベンチ （St. David’s Bench）

    - サブ・アペレーション - バインマウント・リッジ （Vinemount Ridge）
    - サブ・アペレーション - クリーク・ショアーズ （Creek Shores）
    - サブ・アペレーション - リンカーン湖岸 （Lincoln Lakeshore）

  - 新興地区
    - ノーフォーク及びハルディマンド各カウンティー （Norfolk and Haldimand Counties）
    - 中部オンタリオ及びジョージア湾 （Central Ontario and Georgian Bay）
    - ヒューロン湖岸 （Huron Shores）
    - 東部オンタリオ （Eastern Ontario）

## 関連機関
- ブリティッシュコロンビア・ワイン研究所 （British Columbia Wine Institute）：ワイン業界の自主規制VQA認証機関
- ブリティッシュコロンビア・ワイン公団 （British Columbia Wine Authority）：州政府機関としてワイン品質認証を行う予定
- オンタリオ・ワイン卸商品質同盟 （Vintners Quality Alliance Ontario）：ワイン業界の自主規制組織